# Revolver
Revolver (iz angleščine to revolve, iz latinščine revolvere, obračati)  je podskupina kratkocevnega ročnega strelnega orožja.
To je ročno strelno orožje, pri katerem so naboji razvrščeni krožno v bobniču. Izumitelj tega orožja in nosilec patenta iz leta 1835 je Samuel Colt, ki naj bi na idejo o rotirajočem bobniču prišel na ladji, ob opazovanju ladijskega krmila.
Prvi revolverji so se pojavili že, ko še ni bilo enovitih nabojev. Bobnič se je napolnil s smodnikom, kroglo in vžigalno kapico. Ta sistem je omogočal, da je imel strelec brez polnjenja na razpolago več strelov kot pri pištoli. Pri profesionalnih »revolveraših« je bila v tem obdobju navada, da so nosili s seboj rezervne, napolnjene bobniče, ker so jih hitreje vstavili v revolver, kot da bi bobnič ponovno polnili.
Potem ko so se pojavili naboji, so se revolverji še bolj razširili. Še danes so zelo priljubljeni. Njihova prednost pred pištolami je v večji zanesljivosti delovanja, bistveno hitrejšem reagiranju ob odpovedi naboja (namesto da bi morali potegniti zaklop in izvreči defekten naboj, je dovolj, da ponovno napnemo revolver). Prav tako imajo revolverji pred pištolami (praviloma) prednost v večji učinkovitosti. Ročna strelna orožja z največjo učinkovitostjo so praviloma revolverji.
Po načinu delovanja delimo revolverje na:
- »Single Action Revolver«, enojno delovanje. Posebej je treba napeti udarno kladivce, obrniti bobnič in šele nato pritisniti na sprožilec
- »Duble Action Revolever« dvojno delovanje - z enim pritiskom na sprožilec napnemo udarno kladivce, obrnemo bobnič in nato sprožimo. Ti revolverji delajo tudi kot »Single Action«. Prednost teh pred prvimi je v hitrejšem streljanju, pomanjkljivost pa v tem, da je ob pritisku na sprožilec potrebna večja sila (poleg sprožitve udarnega kladivca je potrebo kladivce napeti in obrniti bobenček) kar ima praviloma za posledico manjšo natančnost streljanja.

## Vrste revolverjev
- revolverji sprednjaki
- revolverji zadnjaki